# 太田青丘
太田青丘（おおた せいきゅう、1909年8月28日 - 1996年11月15日）は、昭和・平成期の歌人、漢文学者、法政大学名誉教授。専門は中国詩学。文学博士。歌誌『潮音』主宰。妻（後妻）は歌人の太田絢子。青丘の娘は京都大学国語国文科卒の木村雅子（生母は満喜子）で『潮音』現主宰。

## 来歴
長野県東筑摩郡広丘村（現・塩尻市）生まれ。本名・兵三郎（ひょうざぶろう）。太田水穂の兄・嘉曾次の三男で、父の没後に水穂・四賀光子夫妻の養子となる。当初は漢詩の創作から始まり、1928年（昭和3年）水穂の歌誌『潮音』に入会。旧制武蔵高等学校を経て、1934年（昭和9年）東京帝国大学文学部中国文学科卒。東大大学院をへて文部省国民精神文化研究所所員。儒学者・藤原惺窩の研究を行った。
1949年（昭和24年）法政大学教授。1955年（昭和30年）「日本歌学と支那詩学との交渉」で東京大学文学博士。1965年（昭和40年）、養母・四賀光子の跡を継いで『潮音』代表者。1980年（昭和55年）法政大学定年退職。1983年（昭和58年）、第32回神奈川文化賞受賞。1984年（昭和59年）、編者として『太田水穂全歌集』（短歌新聞社）を刊行。歌会始選者や信濃毎日新聞歌壇選者も務めた。『潮音』は没後、妻の絢子が継承した。

## 著書
- 『国歩のなかに 歌集』潮音社 1950
- 『噴泉 歌集』潮音社 1954
- 『唐詩入門』河出文庫 1955
- 『日本歌学と中国詩学』弘文堂 1958、清水弘文堂書房 1968
- 『アジアの顔 歌集』白玉書房 1960
- 『太田水穂 近代短歌・人と作品』桜楓社出版 1961
- 『詩と人生 中国の古典』法政大学出版局・教養選書 1962、新版1978
- 『六月の旗』新星書房 1965
- 『太田水穂研究』角川書店 1967
- 『芭蕉と杜甫』法政大学出版局・教養選書 1969
- 『花暈 歌集』短歌研究社 1970
- 『唐詩開眼』法政大学出版局・教養選書 1972
- 『遡源 歌集』短歌研究社 1973
- 『短歌開眼』短歌新聞社・短歌新聞選書 1973
- 『太田青丘全歌集』白玉書房 1979
- 『太田水穂と潮音の流れ』短歌新聞社 1979
- 『短歌と人生 私の短歌作法』東京堂出版 1979
- 『太田水穂』短歌シリーズ・人と作品　桜楓社 1980
- 『危檣 歌集』石川書房 1982、短歌新聞社文庫 2000
- 『藤原惺窩』吉川弘文館・人物叢書 1985
- 『現代短歌の課題』短歌新聞社 1986
- 『北窓 歌集』短歌新聞社 1986
- 『太田青丘著作選集』全5巻、桜楓社 1988-90
  - 第1巻 日本歌学と中国詩学
  - 第2巻 芭蕉と杜甫/短歌と周辺詩/唐詩入門
  - 第3巻 中国象徴詩学としての神韻説の発展/国学興起の背景としての近世日本儒学
  - 第4巻 太田水穂研究
  - 第5巻 詩歌評論選
- 『この星に生きて 歌集』石川書房 1989
- 『蜃気楼消ゆ 太田青丘歌集』雁書館 1993
- 『晩暉 太田青丘歌集』雁書館 1996
- 『短歌、底辺と周辺』雁書館 1997
- 『定本太田青丘全歌集』短歌新聞社 2003、太田絢子編

## 共編著
- 『藤原惺窩集』太田兵三郎校、国民精神文化研究所 1938-1939
- 『北斗 潮音第十三歌選』潮音社 1972
- 『澗泉 潮音第十四歌選』潮音社 1976
- 『叢菊 潮音第17歌選』潮音社 1988
- 『座標 潮音第十八歌選 歌集』潮音社 1992
- 『夏雲　潮音歌選』太田絢子共編、潮音社 1996